# جمال آيت لمعلم
جمال آيت لمعلم  (1990 المغرب) هو لاعب كرة قدم مغربي.

## روابط خارجية
- جمال آيت لمعلم على موقع قاعدة بيانات كرة القدم.إي يو (الإنجليزية)